# Union chrétienne évangélique baptiste d'Italie
L'Union chrétienne évangélique baptiste d'Italie (italien : Unione Cristiana Evangelica Battista d'Italia) est une association chrétienne évangélique d'églises baptistes en Italie.  Elle est affiliée à la Fédération des églises évangéliques en Italie et à l’Alliance baptiste mondiale. Son siège est situé à Rome.

## Histoire

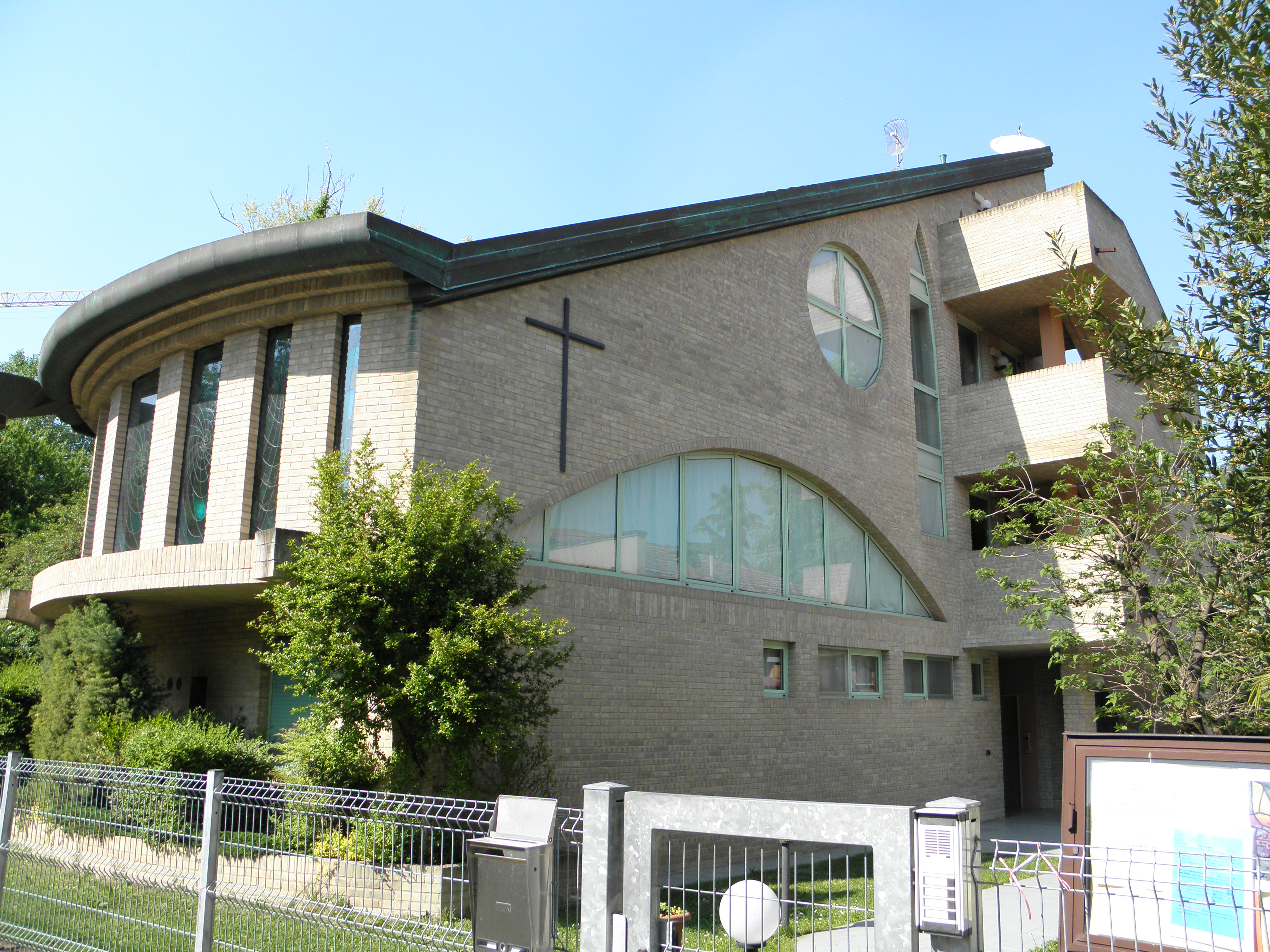
Église baptiste de Rovigo.

L'Union a ses origines dans l’Union chrétienne apostolique baptiste (Unione Cristiana Apostolica Battista), une fédération établie par une mission britannique de la Société missionnaire baptiste et américaine du Conseil de mission internationale en 1884. L'Union chrétienne évangélique baptiste d'Italie est officiellement fondée en 1956,.  En 1966, les églises de la Spezia Mission for Italy fusionnent avec l’Union. Selon un recensement de l’association, en 2023 elle disait avoir 116 églises et 4,100 membres.